# Beiqi Yinxiang Automobile

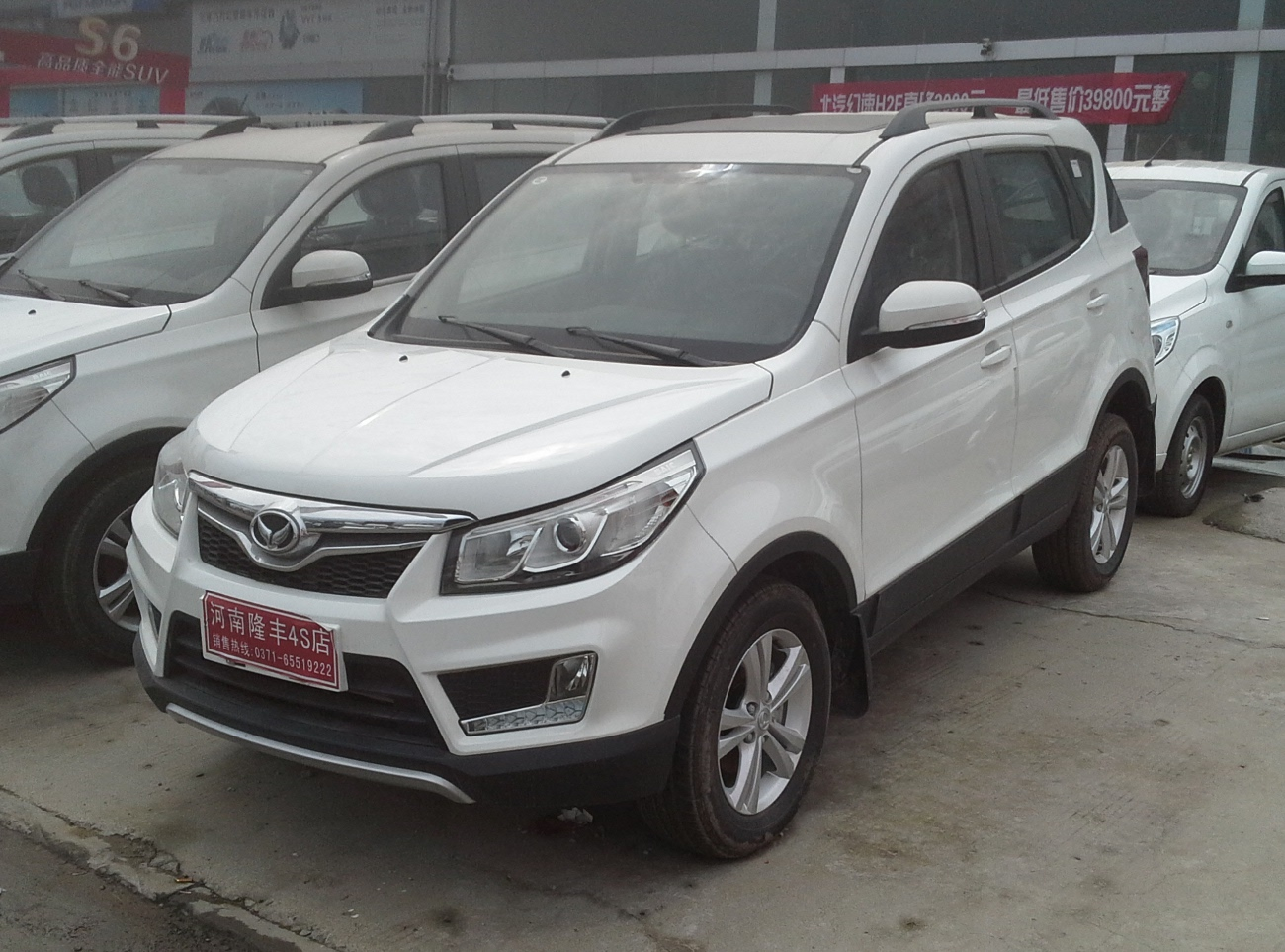
Huansu S2

Beiqi Yinxiang Automobile ist ein Hersteller von Automobilen aus der Volksrepublik China.

## Unternehmensgeschichte
Im August 2010 gab es eine Vereinbarung für ein Joint Venture. Offiziell gegründet wurde das Unternehmen am 21. Januar 2011. Beteiligt sind die Beijing Automotive Group aus Peking und der Motorradkonzern Yinxiang aus Chongqing. Der Sitz ist ebenfalls in Chongqing. Nach eigenen Angaben war das Unternehmen bereits 2012 an der Produktion des Beijing Weiwang 205 beteiligt. 2014 begann die Produktion von Automobilen, die als Huansu vermarktet werden.
Die Verbindung zum Unternehmen Chongqing Bisu Automobile, das Fahrzeuge der Marke Bisu herstellt, ist unklar. Eine Quelle meint, Bisu sei eine Marke von Beiqi Yinxiang Automobile.
Für das Jahr 2017 ist eine Mitarbeiterzahl von 4200 Personen überliefert. Zwischen 2015 und 2018 wurden jährlich mehr als 100.000 Fahrzeuge dieses Herstellers in China zugelassen.